# Monika Kurath
Monika Kurath (* 8. Dezember 1973) ist eine ehemalige Schweizer Judoka. Sie war Weltmeisterschaftsdritte 1997 und bislang (Stand 2000) einzige Medaillengewinnerin der Schweiz bei Judo-Weltmeisterschaften.

## Karriere
Monika Kurath kämpfte im Superleichtgewicht, der Gewichtsklasse bis 48 Kilogramm. Sie belegte bei den Schweizer Judo-Meisterschaften von 1991 bis 1994 jeweils den zweiten Platz hinter Barbara Stabler. Von 1995 bis 1998 und 2000 gewann sie fünf Meistertitel.
Bei den Weltmeisterschaften 1995 unterlag Kurath in der ersten Runde der Spanierin Yolanda Soler. Im Frühjahr 1997 schied sie auch bei den Europameisterschaften in Ostende in der ersten Runde aus. Bei den Weltmeisterschaften 1997 in Paris verlor sie ebenfalls ihren Auftaktkampf. Da ihre nordkoreanische Bezwingerin Pae Dong-suk aber den Halbfinal erreichte, durfte Monika Kurath in die Hoffnungsrunde. Mit vier Siegen in der Hoffnungsrunde erreichte Kurath den Kampf um Bronze und gewann diesen gegen die Portugiesin Justina Pinheiro.
1998 verlor Kurath bei den Europameisterschaften ihre beiden ersten Kämpfe. 1999 erreichte sie den Halbfinal bei den Europameisterschaften in Bratislava und verlor dann gegen die Rumänin Laura Moise-Moricz und gegen die Belgierin Ann Simons. Bei den Weltmeisterschaften 1999 schied sie in der zweiten Runde aus. 2000 erreichte Kurath bei den Europameisterschaften in Breslau noch einmal den Kampf um Bronze und unterlag der Deutschen Julia Matijass.
Monika Kurath arbeitete nach ihrer Karriere als Judotrainerin in Deutschland und der Schweiz und war unter anderem Schweizer Nationaltrainerin.